# Uruyiella
Uruyiella is een geslacht van uitgestorven temnospondyle Batrachomorpha (basale 'amfibieën'). Het leefde tussen het Laat-Perm en het Vroeg-Trias (ongeveer 252-250 miljoen jaar geleden). Zijn fossiele overblijfselen zijn gevonden in Zuid-Amerika.

## Naamgeving
De typesoort Uruyiella liminea werd voor het eerst beschreven en benoemd door Pineiro, Marsicano en Lorenzo in 2007, op basis van een gedeeltelijke schedel van de Buena Vista-formatie in Uruguay, in bodems die teruggaan tot de Perm/Trias-grens. De geslachtsnaam verwijst naar Uruguay. De soortaanduiding is afgeleid van het Latijn limes, 'grens', als verwijzing naar die grens.
Het holotype is C-DPV 1598, gevonden bij Colonia Orozco.

## Beschrijving
Uruyiella is slechts bekend van een gedeeltelijke schedel en het is daarom onmogelijk om het uiterlijk getrouw te reconstrueren. In elk geval was de schedel driehoekig van vorm, met laterale hoeken die zijdelings uitstaken; het oppervlak van de dermale botten van de schedel was dik gevormd vergelijkbaar met dat van de rhytidosteïden (met dunne richels die kleine verlagingen omsluiten met een kleine knobbel op de kruising van de richels), en de oogkassen waren nabij de rand van de schedel geplaatst. Uruyiella onderscheidde zich van andere temnospondylen door een combinatie van basale en afgeleide kenmerken, zoals de vooruitgeschoven positie van de palatinale tak van de pterygoïde (waardoor de ectopterygoïde en een groot deel van het verhemeltebeen uit de laterale rand van het interpterigoïdale venster werd uitgesloten), en de afwezigheid van zowel tabulaire hoorns als otische inkepingen (halfronde openingen in het achterste deel van de schedel van veel temnospondylen).

## Classificatie
Een fylogenetische analyse geeft aan dat Uruyiella nauw verwant zou kunnen zijn aan de amfibie Laidleria uit het Midden-Trias en daarmee de familie Laidleriidae zou vormen. Volgens deze analyses zou deze familie met de Plagiosauridae een clade vormen aan de basis van de Dvinosauria, de zustergroep van de stereospondylomorfen (Stereospondyli en Archegosauroidea). Deze fylogenetische analyses waren verrassend, aangezien volgens de meeste fylogenetische analyses Laidleria en de plagiosauriërs in alle opzichten echte stereospondylen zijn; de zustergroepverwantschap tussen Uruyiella en Laidleria suggereert de aanwezigheid van een spooklijn voor het laatste geslacht dat zich uitstrekt tot in het Onder-Trias en mogelijk zelfs in het Boven-Perm, wat suggereert dat de Laydleriden door het Perm-Trias uitsterven. Meer recente onderzoeken zouden in plaats daarvan een meer basale positie van Uruyiella bepalen in vergelijking met Laidleria, die is erkend als een vertegenwoordiger van de rhytidosteïden (Dias da Silva en Marsicano, 2011).